# Sirváni arab nyelv
A sirváni arab nyelv az arab nyelvnek körülbelül a 19. század óta kihalt változata, valaha Kaukázusban használt nyelv, amit Sirván területén beszéltek. Ez a régió ma Azerbajdzsán és Oroszország területén fekszik, utóbbi tekintetében Dagesztán tartományhoz tartozik. A sirváni nyelv közeli rokona a közel keleti arab nyelvek illetve a közép-ázsiai arab változatok. Az arab hódítás a 8. században érte el a Kaukázust, s a mai Dél-Oroszország területét. A hódítók elterjesztették az iszlám vallást és új államokat hoztak létre, amelyek révén nagyszámú katona, kézműves és kereskedő telepedett meg Szíria és Bagdad vidékéről. A hivatalos nyelv a klasszikus arab lett, de a hétköznapokban az arabok folyamatos érintkezése miatt az őslakossággal, az itteni arab nyelvjárásban megteremtődtek a maga sajátosságai, ahogy minden másik variánsnak. A 13. században aztán gyengült az arab befolyás és a perzsa váltotta fel a klasszikus arabot, de rátérnek a fokozatosan a tat és azeri nyelvre is. További arab csoportok érkeznek elsősorban Jemenből a területre, s nyelvükkel, kultúrájukkal egyre befolyásolják a dagesztáni népeket. Abbaszgulu Bakikhanov azeri történész 1840-ben ír először, hogy Sirvánban az arab nyelv egy változatát beszéli meglehetősen kis csoport. Az arab nyelv tehát már korábban hanyatlásnak indult. 1920-ban maradtak még beszélői ugyan a feudális, nemesi körökben, de azok is csak második, vagy harmadik nyelvként használták.

## Külső hivatkozások
- АББАС-КУЛИ-АГА БАКИХАНОВ: ГЮЛИСТАН-И ИРАМ
- Anna Zelkina. The Arabic Linguistic and Cultural Tradition in Dagestan: an Historical Overview